# Подводные лодки проекта 671РТМ(К) «Щука»
Подводные лодки проекта 671РТМ(К) «Щука» — серия советских торпедных атомных подводных лодок второго поколения. Разработана под руководством главного конструктора Г. Н. Чернышёва. Является дальнейшей модификацией проекта 671 «Ёрш» на базе проекта 671РТ «Сёмга». Всего на верфях Комсомольска-на-Амуре и Ленинграда были построены: по проекту 671 РТМ — 21 корабль, по проекту 671РТМК — 5 кораблей. Эти подводные лодки отличались сравнительно небольшим уровнем внешнего шума, и по этому показателю были близки к американским атомным подлодкам типа «Лос-Анджелес».

## История проектирования
На фоне бурного развития промышленности и появления новых образцов торпедного, ракетного и гидроакустического вооружения коллективом СПМБМ «Малахит» во главе с Г. Н. Чернышёвым была разработана новая подводная лодка на базе проекта 671, получившая шифр проекта 671РТМ. Основополагающими нововведениями стали гидроакустический комплекс «Скат-КС», пришедший на смену «Рубикону», новая БИУС «Омнибус», навигационный комплекс «Медведица» и радиотехнические комплексы «Молния-Л» и «Цунами-Б», что в совокупности с повсеместным снижением шумности, в том числе на каждом последующем корабле во время серийного строительства, сделало проект 671РТМ промежуточным между вторым и третьим поколениями подводных лодок.
Одним из наиболее заметных отличий кораблей проекта 671РТМ стала гибкая протяжённая буксируемая антенна, хранящаяся в компактной обтекаемой наделке на верхнем пере вертикального руля. Испытания этой антенны успешно прошли на опытовой АПЛ К-403, переоборудованной по проекту 667АК.
Технический проект был утверждён в 1974 году. Строительство началось в 1976 году на двух заводах, 13 кораблей были построены на заводе имени Ленинского комсомола в Комсомольске-на-Амуре (в 1976—1984 годах), ещё 13 кораблей построены на Ленинградском Адмиралтейском объединении, причём начиная с 1987 года пять последних лодок достраивались или строились по проекту 671РТМК и были оснащены стратегическими крылатыми ракетами С-10 «Гранат» дальностью до 3000 км. Позднее ещё две «адмиралтейские» лодки были модернизированы по проекту 671РТМК, все лодки этой модификации проходили службу на Северном флоте.

## Представители
| Название                                               | Зав. № | Закладка   | Спуск      | Вступление в строй, флот | Списание                     | Статус                                                           |
| ------------------------------------------------------ | ------ | ---------- | ---------- | ------------------------ | ---------------------------- | ---------------------------------------------------------------- |
| К-524 1982-«60 лет шефства ВЛКСМ» 1998-«Западная Лица» | 01636  | 07.05.1976 | 31.07.1977 | 28.12.1977, СФ           | 2002                         | Утилизирована в 2008                                             |
| К-254*                                                 | 01638  | 24.09.1977 | 06.09.1979 | 30.12.1979, СФ           | 1998                         | 1983 модернизирована по проекту 671 РТМК Утилизирована в 2003    |
| К-502* 1999-«Волгоград»                                | 01641  | 23.07.1979 | 17.08.1980 | 31.12.1980, СФ           | 2000                         | 1992 модернизирована по пр. 671 РТМК Утилизирована в 2006        |
| К-527                                                  | 01643  | 28.09.1978 | 24.07.1981 | 30.12.1981, СФ           | 1999                         | Утилизирована в 2006                                             |
| К-298                                                  | 01645  | 25.08.1981 | 14.07.1982 | 27.12.1982, СФ           | 1998                         | Утилизирована в 2006                                             |
| К-358 1987-«Мурманский Комсомолец» 1992- Б-358         | 01674  | 23.07.1982 | 15.07.1983 | 29.12.1983, СФ           | 1998                         | Утилизирована в 2003                                             |
| К-299                                                  | 01649  | 20.12.1983 | 29.06.1984 | 22.12.1984, СФ           | 2000                         | Утилизирована в 2008                                             |
| К-244                                                  | 01652  | 25.12.1984 | 09.07.1985 | 25.12.1985, СФ           | 1998                         | Утилизирована в 2007                                             |
| К-292* 2002-«Пермь»                                    | 01655  | 15.04.1986 | 29.04.1987 | 27.11.1987, СФ           | 2005                         | Достраивалась по пр. 671 РТМК Утилизирована в 2008               |
| К-388* 2005- «Петрозаводск»                            | 01657  | 08.05.1987 | 03.08.1988 | 30.11.1988, СФ           | 2013                         | Достраивалась по пр. 671 РТМК Начата утилизация в 2017           |
| К-138* 2000-«Обнинск»                                  | 01659  | 07.12.1988 | 05.08.1989 | 10.05.1990, СФ           | В строю, в составе 11-й ДиПЛ | Достраивалась по пр. 671 РТМК                                    |
| К-414* 1996- «Даниил Московский»                       | 01695  | 01.12.1988 | 31.08.1990 | 30.12.1990, СФ           | 2022                         | Достраивалась по пр. 671 РТМК                                    |
| К-448* 1995- «Тамбов»                                  | 01696  | 31.01.1991 | 17.10.1991 | 24.09.1992, СФ           | В строю, в составе 7-й ДиПЛ  | Достраивалась по проекту 671 РТМК Вернулась в строй в 2023 году. |

Примечание: «*» обозначает лодки модификации РТМК.
| Название                                              | Зав. № | Закладка   | Спуск      | Вступление в строй, флот   | Списание | Статус                            |
| ----------------------------------------------------- | ------ | ---------- | ---------- | -------------------------- | -------- | --------------------------------- |
| К-247                                                 | 271    | 15.07.1976 | 13.08.1978 | 30.12.1978, ТОФ            | 1996     | Утилизирована в 2007              |
| К-507                                                 | 282    | 02.11.1977 | 01.10.1978 | 30.11.1979, ТОФ            | 1998     | Утилизирована в 2010              |
| К-492                                                 | 303    | 23.02.1978 | 28.06.1979 | 30.12.1979, ТОФ            | 1996     | Утилизирована в 2009              |
| К-412                                                 | 304    | 29.10.1978 | 06.07.1979 | 30.12.1979, ТОФ            | 1996     | Утилизирована в 2003              |
| К-251                                                 | 295    | 29.07.1979 | 03.05.1980 | 30.09.1980, ТОФ            | 1998     | Утилизирована в 2010              |
| К-255                                                 | 296    | 07.11.1979 | 20.07.1980 | 28.12.1980, ТОФ, с 1983 СФ | 1998     | Утилизирована в 2005              |
| К-324                                                 | 297    | 23.02.1980 | 07.09.1980 | 30.12.1980, ТОФ, с 1985 СФ | 2000     | Утилизирована в 2006              |
| К-305                                                 | 308    | 27.07.1980 | 17.05.1981 | 30.09.1981, ТОФ            | 1998     | Утилизирована в 2007              |
| К-355                                                 | 299    | 31.12.1980 | 08.08.1981 | 29.12.1981, ТОФ            | 1998     | Утилизирована в 2009              |
| К-360                                                 | 300    | 09.05.1981 | 27.04.1982 | 29.09.1982, ТОФ            | 1998     | Утилизирована в 2010              |
| К-218                                                 | 301    | 07.11.1981 | 24.07.1982 | 28.12.1983, СФ             | 1998     | Утилизирована в 2001              |
| К-242 1982-«50 лет Комсомольску- на-Амуре» 1992-Б-242 | 302    | 12.06.1982 | 29.04.1983 | 25.10.1983, ТОФ            | 1998     | Утилизирована в 2017              |
| К-264                                                 | 333    | 29.07.1983 | 08.06.1984 | 26.10.1984, ТОФ            | 2003     | Утилизирована в 2008              |
| К-315                                                 | 334    | 1982       |            |                            |          | 19.01.1983 снята со строительства |

## История службы
«Щуки» служили основой многоцелевого атомного подводного флота СССР (позднее — России) в 1980-х и начале 1990-х годов, северные корабли были сосредоточены в 33-й дивизии, тихоокеанские — в составе 45-й дивизии. На флоте проект считался крайне удачным, моряки любили эти корабли за высокие характеристики, удобство, надёжность. Ни один корабль не был потерян, ни на одном не было серьёзных аварий. На западе за элегантный вид и внушительность этот проект получил уважительное название «Чёрный принц».
В 1983 году К-324 в ходе наблюдения за испытаниями американской протяжённой буксируемой антенной случайно намотала эту антенну на винты и, после длившегося несколько дней противостояния с американскими кораблями, была отбуксирована с этой антенной на дружественную Кубу.
Одной из наиболее ярких страниц службы этих кораблей стало участие в операциях «Апорт» в 1985 году и «Атрина» в 1987.
На закате службы этих кораблей произошёл получивший широкую огласку инцидент. 29 февраля 1996 года во время учений флота НАТО после успешно выполненного задания по обнаружению подлодок условного противника, на связь с кораблями вышла необнаруженная российская подлодка с просьбой о помощи. Вскоре, в середине ордера кораблей НАТО всплыла подводная лодка, опознанная британскими моряками как проект 971 «Щука-Б». Один из членов экипажа лодки нуждался в срочной медицинской помощи из-за перитонита, развившегося после операции по удалению аппендикса, в источниках часто указывается причина болезни — острый приступ аппендицита. Больной подводник был доставлен на британский эсминец «Глазго», а оттуда вертолётом типа «Линкс» его отправили в госпиталь. Британская пресса освещала этот случай, а газета «Таймс» отметила, что это была демонстрация незаметности российских подводных лодок. Британские моряки тогда ошиблись: перед ними была АПЛ К-448 «Тамбов» проекта 671РТМК, а не «Щука-Б».
Главкомат ВМФ России решил списать все устаревшие атомные подводные лодки проекта 671РТМ «Щука», последняя из которых была построена в 1992 году. Как пишет газета «Известия» со ссылкой на источник в ВМФ, военным были представлены несколько вариантов модернизации кораблей, но ни один из них не позволяет избавить подлодки от главного недостатка ─ шумности. Согласно принятому решению, списание устаревших подлодок проекта «Щука» должно было завершиться до 2015 года.
В 2013 году МЦАПЛ Б-388 «Петрозаводск» выведена из состава флота, в декабре 2015 года объявлен тендер на утилизацию.
По состоянию на январь 2016 года, в составе ВМФ РФ находились три подводные лодки проекта 671РТМК — Б-414 «Даниил Московский», Б-138 «Обнинск», а также находящаяся в ремонте Б-448 «Тамбов». Все три подводные лодки базируются на Северном флоте и входят в состав 7-й и 11-й дивизий подводных лодок. По состоянию на январь 2018 года в строю находится только Б-138 «Обнинск». Б-448 «Тамбов» проходит процедуру восстановления технической готовности, а Б-414 «Даниил Московский» находится в резерве второй категории.